# Kornet (vojaški čin)
Kornet (izvirno angleško cornet) je bivši najnižji konjeniški vojaški čin, ki je bil v uporabi v Britanski kopenski vojski. V preostalih rodovih kopenske vojske mu je ustrezal čin Ensign.
Prvič je bil uveden v času angleške državljanske vojne; med znanimi korneti so tako George Joyce, Robert Stetson in Ninian Beall. 
Čin je bil ukinjen istočasno s kupovanjem častniških činov v sklopu Cardwellovih reform leta 1871; nadomestili so ga s činom drugega poročnika. 
Danes se kornet uporablja kot naziv za druge poročnike v polkih Blues and Royals in Queen's Royal Hussars.